# Tonmeister
Tonmeister ist eine rechtlich ungeschützte Berufsbezeichnung für die Tätigkeiten eines Tontechnikers, Toningenieurs bzw. Mediengestalters Bild und Ton oder Medieningenieurs in der Funktion eines künstlerischen Aufnahmeleiters für Musik-, Film- und Wortproduktionen. Das Tätigkeitsfeld umfasst die Aufnahme und Abmischung von Studio- und Liveproduktionen sowie die Beschallung von Konzert- und Theaterveranstaltungen. Das Tonmeisterstudium mündet in diversen Tonmeister-Abschlüssen als Bachelor, Master bis hin zur Promotion.
Tonmeister benötigen auf den wissenschaftlichen Grundlagen der Akustik, neben technischen Kenntnissen besonders umfassende musikalische Kenntnisse und Fähigkeiten und dienen als Vermittler zwischen künstlerischem Anspruch und technischer Umsetzung von Klang. Für eine Ausbildung werden musikalisches Verständnis, Kreativität, Einfühlungsvermögen und ein ausgezeichnetes Gehör sowie fundierte tontechnische Kenntnisse erwartet.
Die Tätigkeit entstand mit der Schallaufzeichnung für Schellackplatten, Tonfilme und den Tonrundfunk am Anfang des 20. Jahrhunderts. In diesem Berufsbild wird die Akustik mit digitalen Techniken beeinflusst.

## Geschichte
Die Fragestellungen des klassischen Tonmeisters gewannen um die Mitte des zwanzigsten Jahrhunderts an Bedeutung, als die vorherrschende musikalische Kultur des kammermusikalischen und orchestralen Konzertbetriebs in die enorm an Bedeutung gewinnenden neuen Medien des Rundfunks und der Schallplatte übertragen werden sollten. Das hierzu benötigte Personal sollte sich sowohl in der musikalischen Kultur der Zeit, als auch mit den technisch-ästhetischen Gegebenheiten dieser Medien souverän bewegen können.
Im Gegensatz zu den handwerklich-technischen Meister-Berufen, von denen das Wort „Tonmeister“ abgeleitet wurde, ist die Berufsbezeichnung als solche nicht geschützt. Die Idee zum Studiengang Musikübertragung hatte Erich Thienhaus. Er gründete 1949 das erste Tonmeisterinstitut Europas, das ETI in Detmold, welches international ein hohes Renommee besitzt.

## Berufsbild

### Überblick
Der Tonmeister fungiert bei Musik- oder Hörspiel-Produktionen als Aufnahmeleiter. Er legt eine Aufnahmekonzeption (Arbeitsplan) vor, führt Klang- und Musikregie und ist für den Schnitt verantwortlich. Er überwacht anhand einer Partitur die Texttreue, Intonation, Phrasierung, Balance und das Zusammenspiel zwischen den Instrumentengruppen, die rhythmische Exaktheit und das Einhalten des Tempos usw. Damit übt er einen gewissen Einfluss auf die Interpretation aus. Er muss den Künstlern gegenüber ein kompetenter Partner und Ratgeber sein.
Bei Konzert- oder Theaterveranstaltungen ist er verantwortlich für die Musik- und Sprachübertragung, das heißt die Realisierung einer hochwertigen Beschallung und die akustische Umsetzung von Regiekonzepten. Oft ist er auch zuständig für die Gerätewartung und -installation bis hin zur Überprüfung und Umsetzung der jeweils geltenden Sicherheitsrichtlinien.
Bei Film und Fernsehen beginnt die Tätigkeit bei Aufnahmen am Drehort (Set), enthält die Erstellung spezieller Geräusche (Sounddesign), die Synchronisation von Schauspielern bis zur Aufnahme von Filmmusik und der Erstellung der Endmischung (Mehrkanalton) in einem Tonstudio.
Die Vielfalt der Anwendungsgebiete und deren unterschiedliche Anforderungen an Wissen, Erfahrung und technische Umsetzung führen dazu, dass der Tonmeister auf seiner Ausbildung aufbauend, im Beruf einen hohen Spezialisierungsgrad entwickelt.

### Tätigkeitsfelder
Der Tonmeister ist Mittler zwischen Künstlern, Produzenten und der akustischen Technik. Der Tonmeister ist in jedem Stadium der Produktion dafür verantwortlich, dass das Endprodukt der künstlerischen Zielsetzung der Musiker und der Produzenten entspricht. Dabei ist eine künstlerisch-technische Doppelqualifikation gefragt. In seiner Funktion als Aufnahmeleiter ist er für die Durchführung der Aufnahme und die Kommunikation zwischen Aufnahmeraum und Tonregie verantwortlich und ist der künstlerische Leiter des Aufnahmeteams. In seiner Funktion als Tonmeister am Mischpult ist er der technische Leiter des Aufnahmeteams.
Eine musikalische Idee – zum Zeitpunkt, wo der Tonmeister hinzugezogen wird, in der Regel schon realisiert in einer musikalischen Interpretation - möglichst getreu der Partitur sowie aufführungspraktisch und künstlerisch-ästhetisch optimal als Aufnahme zu produzieren, unter künstlerischen und technischen Aspekten zu bearbeiten, und für die Wiedergabe in gängigen Reproduktionsformaten aufzubereiten, ist die Aufgabe des Tonmeisters. Dabei unterstützt und berät er Interpreten und ggf. Komponisten in ihrem musikalischen Gestaltungswillen durch zum einen unterstützende Rückmeldung und – wenn notwendig – Einflussnahme auf das musikalische Geschehen vor den Mikrofonen, als auch durch die Gestaltung mit den technischen Werkzeugen auf dem Weg von der musikalischen Probe über die eigentliche Aufnahme bis hin zum fertigen Tonträger. In der populären Musik ist der Tonmeister oft auch als Produzent tätig und arbeitet eng mit Toningenieuren, Technikern und den Künstlern im Team zusammen.

### Aufgabengebiete
Absolventen von Tonmeister-Studiengängen werden hauptsächlich für folgende Aufgabengebiete vorbereitet: Zum einen für den Beruf des künstlerischen Aufnahmeleiters (engl. Recording Producer), der auch Musikregisseur genannt wird, und zum anderen für den Beruf des klangbildenden Tonmeisters am Mischpult bei Musikaufnahmen (engl. Balance Engineer). Die Aufgabengebiete in der populären Musik sind ebenfalls sehr vielschichtig: Producer, Soundengineer, Composer, Sound Designer, um nur einige Facetten zu nennen. Die Spanne der Einsatzgebiete umfasst sämtliche Besetzungen, vom Solo bis zum Sinfonieorchester, vom Jazz-Duo bis zur Big Band, von Singer/Songwriter bis zur Metal-Band, vom Live-Mitschnitt bis zur Übertragung eines Domkonzertes oder einer Oper, von einer Stereo-Aufnahme bis zu einer 120-Spur-Produktion für die Wellenfeldsynthese, und stilistisch über alle Epochen der Musikgeschichte bis zur Gegenwart.

### Berufsfelder
Tonmeister arbeiten in den Bereichen Rundfunk, Film und Fernsehen und in privaten Tonstudios. Zunehmend erschließen sich Absolventen des Tonmeisterstudiums aufgrund ihrer hochwertigen und facettenreichen Ausbildung auch artverwandte Berufsfelder in den Bereichen Beschallung (FOH), in Theatern und Opernhäusern sowie in der Entwicklung von Audiotechnik.

## Studiengänge
Das Tonmeisterstudium umfasst neben der Vermittlung fundierter technischer Kenntnisse und Fertigkeiten (Mathematik, Elektrotechnik, Akustik, Tontechnik, Digitaltechnik, Studiotechnik und -praxis, Aufnahmebetreuung usw.) vor allem auch ein intensives Training auf musikalischem Gebiet (Gehörbildung, Musiktheorie, Instrumentation, Partiturkunde, Musikgeschichte, Musikwissenschaft, Instrumentenkunde, Musikkritik, Musikanalyse, Partiturspiel, Formenlehre, Werkanalyse und Stilkunde, Instrumental- und Vokalpraxis usw.), sowie Grundlagen der Dramaturgie. Normalerweise wird die Beherrschung mindestens eines Musikinstruments (Hauptinstrument, Nebeninstrument; Klavier ist üblicherweise Pflichtfach) vorausgesetzt; einige Studiengänge ergänzen die Studienlehrpläne um Themen wie Betriebskunde, Recht, Betriebswirtschaft usw. Zugangsvoraussetzung ist die allgemeine Hochschulreife (Abitur) plus eine Aufnahmeprüfung/Zulassungsprüfung.
Das Magister-Studium in Berlin, Detmold und Wien hat eine Regelstudiendauer von mindestens zehn Semestern. Der vorgeschaltete Bachelor-Studiengang variiert zwischen 6 und 8 Semestern. In Detmold werden die Studiengänge „Musikübertragung/Tonmeister“ und „Musikregie/Tonmeister“ angeboten. Die Studiengänge vermitteln künstlerisch-musikalische, technische, raumakustische sowie kommunikative Kompetenzen.
Folgende staatliche Einrichtungen bilden in akademischen Graden wie Bachelor, Master oder zur Promotion (in Österreich Mag.) aus:
- Hochschule für Musik Detmold – Erich-Thienhaus-Institut – Musikübertragung (B. Mus.), Musikregie (M. Mus.), Klangregie (M. Mus.)[1]
- Universität der Künste Berlin in Zusammenarbeit mit der Technischen Universität Berlin – achtsemestrigen Bachelor- und einen zweisemestrigen Master-Studiengang Tonmeister[6]
- Hochschule für Film und Fernsehen Potsdam-Babelsberg – Bachelor of Fine Arts (B.F.A.) (6 Semester)[7]
- Universität für Musik und darstellende Kunst Wien – Tonmeister „Magister/Magistra der Künste“ (Mag.art.) (10 Semester)[8]
- Zürcher Hochschule der Künste – Tonmeister (Bachelor, Master, Doktor)[9]

Neben diesen Hochschulen gibt es auch private Bildungseinrichtungen, die auf selbstwirtschaftlicher Basis Qualifizierungen im Bereich der Musikaufnahme anbieten. Dies sind unter anderem das SAE Institute, die Akademie Deutsche POP, die Audioacademy Hamburg und die SfT Schule für Tontechnik in Wuppertal und Regensburg. Jedoch bestehen in Bezug auf Inhalte, Ausbildungslänge und Ausbildungstiefe erhebliche Unterschiede zu den Studiengängen der staatlichen Kunsthochschulen.

## Berufsverbände
- AES – Audio Engineering Society
- Berufsvereinigung Filmton BVFT e. V.
- Bundesverband Ton der Film-Tonmeister (BVT)  (existiert nicht mehr)
- FKTG – Fernseh- und Kinotechnische Gesellschaft
- VDT – Verband Deutscher Tonmeister

## Auszeichnungen
- British Academy Film Award/Bester Ton
- Lola/Deutscher Filmpreis – Beste Tongestaltung – Filmton-Auszeichnungen
- Goldener Bobby vom Verband Deutscher Tonmeister
- Grammy Award – Auszeichnungen für Musikveröffentlichungen
- Oscar/Bester Ton – Filmton-Auszeichnungen seit 1930